# Fauna (overzichtswerk)

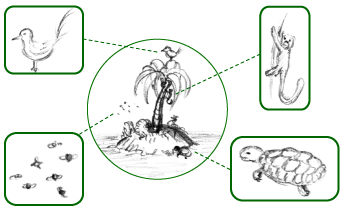
Fauna

Een fauna is een systematische opsomming van taxa van dieren die in een omschreven gebied of tijdperk voorkomen. 
Voor de taxa wordt de status in het gebied aangegeven. De overeenkomstige benaming voor planten noemt men flora. In de zoölogie en paleontologie wordt de term soms gebruikt om een typische verzameling van dieren (en soms planten) gevonden op een bepaalde plaats of bepaalde tijd aan te geven, bijvoorbeeld: woestijnfauna, de Nederlandse fauna, etc.
De naam is afgeleid van Fauna, een Romeinse vruchtbaarheidsgodin. Het woord fauna wordt ook gebruikt voor een boek waarin het dierenleven in een bepaald gebied wordt beschreven. De term werd het eerst gebruikt door Linnaeus in de titel van zijn werk in 1746 Fauna Suecica.
Een onderverdeling van fauna's:
- Avifauna: de vogels van een gebied.
- Cryofauna: alle dieren die in of dicht bij ijs leven.
- Cryptofauna: zeldzame en bedreigde diersoorten. Ook mythische dieren. Crypto- komt van het Griekse woord kruptos, dat "geheim" betekent.
- Epifauna: organismen die niet fotosynthetisch zijn, in zuurstofarme omgevingen of op de oppervlakten van sedimenten leven.
- Entomofauna: de insecten van een gebied.
- Infauna: waterorganismen die in speciale omgevingen als sedimenten of de bodem leven.
- Macrofauna: ongewervelde dieren die met het 'blote' oog te zien zijn. Macro- komt van het Griekse woord makros, dat "groot" betekent. In de hydrobiologie heeft de term gewoonlijk betrekking op de kleinere, met het blote oog zichtbare waterleven.
- Megafauna: grote dieren. Mega- komt van het Griekse woord megas, dat "groot" betekent.
- Meiofauna: een diergroep waarvan alle diertjes kleiner zijn dan twee millimeter. Ze leven bijvoorbeeld in de met water gevulde holten tussen zandkorrels.
- Mesofauna: ongewervelde bodemdieren van ongeveer 1 cm groot, zoals pissebedden.
- Microfauna: microscopisch kleine organismen en zeer kleine dieren. Micro- komt van het Griekse woord mikros, dat "klein" betekent.

Een andere term is bijvoorbeeld piscifauna voor de vissen.